# 스티븐 윌슨
스티븐 윌슨(영어: Steven Wilson, 1967년 11월 3일 ~ )은 영국의 음악가, 가수, 작곡가, 음악 프로듀서로, 프로그레시브 록 장르와 가장 밀접하게 연관되어 있다. 현재 솔로 가수로 활동하고 있는 그는 밴드 포큐파인 트리의 창시자, 리드 기타리스트, 리드 보컬리스트, 작곡가, 그리고 몇몇 다른 밴드의 멤버로 알려지게 되었다.
윌슨은 독학으로 작곡가, 프로듀서, 오디오 엔지니어, 기타, 키보디스트로 베이스 기타, 오토하프, 해머드 덜시머, 플루트 등 기타 악기를 필요에 따라 연주한다. 주로 프로그레시브 록과 연관되어 있음에도 불구하고, 그의 영향력과 작품은 사이키델리아, 팝, 익스트림 메탈, 일렉트로닉, 재즈를 포함한 다양한 장르를 아우르며, 그의 음반을 통해 그의 음악적 방향을 바꾸었다. 그의 콘서트는 쿼드러포닉 사운드와 정교한 비주얼을 포함하고 있다. 그는 또한 오페스, 킹 크림슨, 펜듈럼, 제쓰로 툴, 앤디 파트리지, 예스, 마릴리온, 티어스 포 피어스, 록시 뮤직, 아나테마 같은 아티스트들과 함께 작업했다.
윌슨은 30년 이상의 경력에 걸쳐 음악을 크게 만들었고 비평가들의 호평을 받았다. 그의 영예는 4개의 그래미 어워드 후보에 올랐으며, 포큐파인 트리와 두 번, 그의 협력 밴드인 스톰 코로전과 한 번 솔로 주자로 선정되었다. 2015년 런던에서 열린 프로그레시브 뮤직 어워드에서 이 장르에 대한 공로로 세 개의 상을 수상했으며, 그 곳에서 그는 "프로그 록의 왕"으로 선정되었다. 그럼에도 불구하고 그의 작품은 주로 주류 음악과는 거리가 멀었고, 그는 《데일리 텔레그래프》와 같은 출판물들에 의해 "당신이 들어본 적이 없는 가장 성공적인 영국 아티스트"라고 묘사되어 왔다.

## 사생활
윌슨은 라디오헤드, 핑크 플로이드, 툴과 같은 음악가들의 예를 따라 낮은 인지도를 유지하는 것을 선호한다.
그는 인스타그램에 그의 삶의 스냅 사진을 공유한다. 그는 2019년 9월 여자친구 로템과 결혼했다는 소식을 자신의 인스타그램에 공유했고, 이어 이 소식과 결혼 사진을 공유했다. 그의 아내에게는 윌슨이 입양한 두 명의 딸이 있다. 윌슨의 인스타그램에는 "Happy Father's Day(아버지의 날 축하해)"라는 자막이 붙은 두 소녀와 그의 사진이 올라왔다. 그의 가족은 또한 윌슨의 가족과 함께 강아지 사진과 함께 그들의 개 보위의 인스타그램 계정을 만들었다.

## 음반 목록
- Insurgentes (2008년)
- Grace for Drowning (2011년)
- The Raven That Refused to Sing (And Other Stories) (2013년)
- Hand. Cannot. Erase. (2015년)
- To the Bone (2017년)
- The Future Bites (2021년)
- The Harmony Codex (2023년)
- The Overview (2025년)